# Dustin
Dustin és un poble dels Estats Units a l'estat d'Oklahoma. Dins d'Oklahoma es localitza al Comtat de Hughes. El 2000 tenia 452 habitants.

## Demografia
Segons el Cens dels Estats Units del 2000 Dustin tenia 452 habitants, 164 habitatges, i 120 famílies. La densitat de població era de 290,9 habitants per km².
Dels 164 habitatges a un 31,1% hi vivien nens de menys de 18 anys, a un 54,3% hi vivien parelles casades, a un 12,8% dones solteres, i a un 26,8% no eren unitats familiars. Al 25,6% dels habitatges hi vivien persones soles el 12,2% de les quals corresponia a persones de 65 anys o més. El nombre mitjà de persones vivint a cada habitatge era de 2,76 i el nombre mitjà de persones per família era de 3,34.
Per edats la població era: un 28,1% tenia menys de 18 anys, un 7,5% entre 18 i 24, un 26,1% entre 25 i 44, un 22,1% de 45 a 60 i un 16,2% 65 anys o més.
L'edat mediana era de 38 anys. Per cada 100 dones de 18 o més anys hi havia 99,4 homes.
La renda mitjana per habitatge era de 20.625 $ i la renda mitjana per família de 24.375 $. Els homes tenien una renda mitjana de 24.167 $ mentre que les dones 19.063 $. La renda per capita de la població era de 8.767 $. Al voltant del 28,3% de les famílies i del 35,9% de la població estaven per sota del llindar de pobresa.

## Poblacions properes
El següent diagrama mostra les poblacions properes.